# Баклін (Канзас)
Баклін (англ. Bucklin) — місто (англ. city) в США, в окрузі Форд штату Канзас. Населення — 727 осіб (2020).

## Географія
Баклін розташований за координатами 37°32′55″ пн. ш. 99°38′4″ зх. д. / 37.54861° пн. ш. 99.63444° зх. д. (37.548647, -99.634419).  За даними Бюро перепису населення США в 2010 році місто мало площу 1,53 км², з яких 1,46 км² — суходіл та 0,07 км² — водойми.

## Демографія
Згідно з переписом 2010 року, у місті мешкали 794 особи в 287 домогосподарствах у складі 204 родин. Густота населення становила 520 осіб/км².  Було 340 помешкань (222/км²).
Расовий склад населення:
| - 93,3 % — білих - 1,9 % — чорних або афроамериканців - 0,9 % — корінних американців - 0,3 % — азіатів - 1,0 % — осіб інших рас |

До двох чи більше рас належало 2,6 %. Частка іспаномовних становила 4,0 % від усіх жителів.
За віковим діапазоном населення розподілялося таким чином: 30,4 % — особи молодші 18 років, 52,3 % — особи у віці 18—64 років, 17,3 % — особи у віці 65 років та старші. Медіана віку мешканця становила 35,0 року. На 100 осіб жіночої статі у місті припадало 96,5 чоловіків;  на 100 жінок у віці від 18 років та старших — 98,2 чоловіків також старших 18 років.
Середній дохід на одне домашнє господарство  становив 68 191 долар США (медіана — 51 364), а середній дохід на одну сім'ю — 79 339 доларів (медіана — 66 250). За межею бідності перебувало 10,1 % осіб, у тому числі 7,5 % дітей у віці до 18 років та 7,5 % осіб у віці 65 років та старших.
Цивільне працевлаштоване населення становило 381 осіб. Основні галузі зайнятості: освіта, охорона здоров'я та соціальна допомога — 30,7 %, роздрібна торгівля — 13,4 %, виробництво — 11,0 %, сільське господарство, лісництво, риболовля — 10,0 %.